# Al Plastino
Alfred John Plastino, noto come Al Plastino (New York, 15 dicembre 1921 – Patchogue, 25 novembre 2013), è stato un fumettista e illustratore statunitense.
Nato nel distretto newyorkese di Manhattan ma cresciuto nel Bronx; Plastino è riconosciuto come uno dei più prolifici autori di Superman degli anni cinquanta. Ha lavorato presso la DC Comics con Wayne Boring. È stato anche co-ideatore, insieme a Otto Binder, di personaggi come Kara Zor-El e Brainiac e della Legione dei Super-Eroi.

## Opere
- Action Comics (Superman) #120, 122-128, 130-131, 133, 135, 139-140, 143, 145, 148-149, 152-157, 169-170, 172, 176-177, 183, 185, 193, 197, 201, 205, 208, 212-214, 217, 220, 222, 228, 242, 247, 249, 251-252, 254-255, 259-260, 271, 273, 281-282, 289, 291-292, 294, 296, 300-302, 306, 308, 314, 317, 320, 322-324, 328-329, 331-335, 337, 340, 341- 345, 354, 361 (1948–1968)
- Adventure Comics (Superboy) #245, 247, 253, 256, 268, 271, 276, 278, 281, 286, 292, 294, 296, 298, 324, 333, 335, 341, 344 (1958–1966)
- Girls' Love Stories #12 (1951)
- Showacase #9 (Lois Lane) (1957)
- Superboy #59-60, 62, 65, 67, 79, 81, 83, 86, 88, 90, 93, 96, 98, 102, 105, 107-108, 110, 114, 116, 125, 128-129, 133, 137, 140, 143, 149, 168 (1957–1970)
- Superman #53-56, 58-59, 61, 63-69, 71-73, 75-109, 112, 114-118, 120, 122, 124-125, 129-131, 133, 135-136, 138-139, 144-147, 150-153, 157, 160-161, 163-165, 169-171, 173-174, 178-180, 183-184, 186, 191, 193-194, 196-198, 201-206 (1948–1968)
- Superman's Girl Friend, Lois Lane #5, 12, 18, 20 (1958-1960)
- Superman's Pal Jimmy Olsen #50, 55-56, 60, 64, 73, 76, 78, 87 (1961-1965)
- Superman: The Wedding Album #1 (1996)
- World's Finest Comics #34, 39-43, 47, 49, 51, 54-58, 60-61, 64, 67, 70, 165 (1948-1967)